# 52426 Ritaalessandro
52426 Ritaalessandro è un asteroide della fascia principale. Scoperto nel 1994, presenta un'orbita caratterizzata da un semiasse maggiore pari a 2,234201 UA e da un'eccentricità di 0,148213, inclinata di 4,183095° rispetto all'eclittica. Ha un diametro di 1,437 km.